# Henri Joly
Henri Joly (* 19. Oktober 1927 in Lyon; † 22. August 1988 in Morsiglia, Korsika) war ein französischer Philosophiehistoriker auf dem Gebiet der antiken Philosophie.
Student an der École normale supérieure (Paris), erwarb er die Agrégation in Philosophie 1957. Nach einer Tätigkeit im Schuldienst wurde er 1960 maître-assistant an der Université de Clermont-Ferrand und 1966 an der Universität Grenoble, wo er Professor wurde. In Grenoble gründete er 1979 die Groupe de recherche sur la philosophie et le langage, die 1985 als équipe associée in den CNRS aufgenommen wurde. Er lehrte außerdem als Extraordinarius am Lehrstuhl für antike Philosophie der Universität Genf. Joly ertrank im Alter von 61 Jahren auf der Insel Ragamù bei Korsika. Seine Frau Françoise Joly hat dazu ein Buch unter dem Titel Ragamù (2000) geschrieben.
Joly hat vor allem zu Platon und zum Verhältnis der antiken Philosophie zur Sprache gearbeitet. In diesem Zusammenhang hat er auch eine einschlägige Schrift von Erwin Panofsky übersetzt.

## Schriften (Auswahl)
- Le Renversement platonicien. Logos, épistémè, polis. (Bibliothèque d’histoire de la philosophie). Vrin, Paris 1974.
- (Übers.) Erwin Panofsky, Idea. Ein Beitrag zur Begriffsgeschichte der älteren Kunsttheorie. B. G. Teubner, Leipzig/Berlin 1924; französische Übers.: Idea. Contribution à l’histoire du concept de l’ancienne théorie de l’art. Gallimard, Paris 1984.
- (Hrsg.): Philosophie du langage et grammaire dans l’Antiquité, Bruxelles 1986.
- Études platoniciennes. La question des étrangers. Vrin, Paris 1992.